# Mitrella dorma
Mitrella dorma är en snäckart som beskrevs av Baker, Hanna och Strong 1938. Mitrella dorma ingår i släktet Mitrella och familjen Columbellidae. Inga underarter finns listade i Catalogue of Life.